# Jens Vandekinderen
Jens Vandekinderen (né le 30 avril 1993 à Turnhout dans la province de Flandre-Occidentale en Belgique) est un coureur cycliste belge, spécialiste du cyclo-cross.

## Palmarès en cyclo-cross
- 2008-2009
  - 3e du championnat de Belgique de cyclo-cross cadets
- 2010-2011
  - Superprestige juniors #4, Gavere
  - 2e du championnat de Belgique de cyclo-cross juniors
- 2013-2014
  - 36° Gran Premio Mamma E Papa Guerciotti AM, Milan
- 2014-2015
  - Cyclo-cross de Balan, Balan[1]
- 2015-2016
  - Kronborg Cyclocross
  - HPCX #2, Jamesburg